# Tosagua
Tosagua ist eine Kleinstadt und eine Parroquia urbana („städtisches Kirchspiel“) im gleichnamigen Kanton der ecuadorianischen Provinz Manabí. Tosagua ist Sitz der Kantonsverwaltung. Die Parroquia besitzt eine Fläche von 248,4 km². Die Einwohnerzahl lag im Jahr 2010 bei 28.174. Davon lebten 10.751 im urbanen Bereich von Tosagua.

## Lage
Die Parroquia Tosagua liegt in einer Beckenlandschaft westlich der Cordillera Costanera etwa 30 km von der Pazifikküste entfernt. Die 11 m hoch gelegene Stadt Tosagua befindet sich am Río Carrizal, ein linker Nebenfluss des Río Chone, knapp 40 km nordöstlich der Provinzhauptstadt Portoviejo. Die Fernstraße E38 von Rocafuerte nach Chone führt durch Tosagua. Die Parroquia Tosagua reicht im Norden bis zum Ästuar des Río Chone.
Die Parroquia Tosagua grenzt im Norden an die Parroquia San Vicente (Kanton San Vicente) und an die Parroquia San Antonio (Kanton Chone), im Nordosten an die Parroquia Bachillero, im Südosten an die Parroquia Ángel Pedro Giler, im Nordwesten an den Kanton Rocafuerte sowie im Westen an die Parroquia Charapotó und an Bahía de Caráquez (beide im Kanton Sucre).

## Geschichte
Der Kanton Tosagua wurde am 2. August 1822 gegründet. Am 11. Juli 1827 wurde die Parroquia vom Kanton Montecristi in den neu gegründeten Kanton Portoviejo überführt. Am 30. September 1852 kam die Parroquia zum neu gegründeten Kanton Rocafuerte. Schließlich wurde am 25. Januar 1984 der Kanton Tosagua eingerichtet und Tosagua als Parroquia urbana dessen Verwaltungssitz. Am 4. August 1998 ereignete sich ein starkes Erdbeben in der Region.